# Anderlues
Anderlues (in vallone Anderluwe) è un comune belga di 11 651 abitanti, situato nella provincia vallona dell'Hainaut. Nel suo territorio nasce il fiume Haine.